# Tallis Obed Moses
Tallis Obed Moses (24 de outubro de 1954) é um Pastor e político de Vanuatu, foi presidente de seu país entre 6 de julho de 2017 e 6 de julho de 2022.
Moses nasceu em Port Vato, na ilha Ambrym. Dedicou a maior parte aos estudos religiosos, graduando-se em Teologia em 1986. Moses foi Pastor em Erromango, Ranon (norte de Ambrym), Luganville e Bamefau. Em 2009 e depois em 2013, foi eleito moderador da Igreja Presbiteriana de Vanuatu.
Em 6 de julho de 2017, Moses foi eleito como sucessor de Baldwin Lonsdale, que faleceu exercendo o mandato. Ele foi escolhido entre 16 candidatos depois de quatro turnos de votos, recebeu 40 votos de 57 do Colégio Eleitoral e tomou posse imediatamente.